# أنا وابن عمي (فلم)
أنا وابن عمي فيلم مصري من إنتاج عام 1946، بطولة أنور وجدي وعقيلة راتب، إخراج عبد الفتاح حسن.

## فريق العمل
- أنور وجدي في دور حسين
- عقيلة راتب في دور هدى
- حسين رياض
- فردوس محمد
- ثريا حلمي

## روابط خارجية
- مقالات تستعمل روابط فنية بلا صلة مع ويكي بيانات